# Trichocera tsutsui
Trichocera tsutsui är en tvåvingeart som beskrevs av Tokunaga 1938. Trichocera tsutsui ingår i släktet Trichocera och familjen vintermyggor. Inga underarter finns listade i Catalogue of Life.